# Replay (album Iyaz)
Replay è l'album di debutto del cantante britannico Iyaz, pubblicato nella prima metà di giugno 2010 su scala internazionale dall'etichetta discografica Warner.
L'album è stato prodotto da J.R. Rotem ed è stato promosso dal successo dell'omonimo singolo Replay. La promozione è proseguita con la pubblicazione come singoli dei brani Solo e So Big.

## Tracce
1. Replay – 3:02 (Jonathan Rotem, Kisean Anderson, Rock City, Keidran Jones, Jason Derulo)
2. Solo – 3:14 (Terry Lewis, Janet Jackson, Jonathan Rotem, Jason Derulo, James Harris, Keidran Jones, August Rigo)
3. So Big – 3:19 (Jonathan Rotem, Claude Kelly)
4. OK – 3:43 (Jonathan Rotem, Brandon Green, Keidran Jones, Stacy Barth, Corey Chorus)
5. Breathe – 3:35 (Jonathan Rotem, Ari Levine, Keidran Jones)
6. Heartbeat – 3:22 (Jonathan Rotem, Keidran Jones, David Doman)
7. There You Are – 3:15 (Jonathan Rotem, Keidran Jones)
8. Stacy – 4:04 (Jonathan Rotem, Theron Thomas, Timothy Thomas, Keidran Jones)
9. Look at Me Now – 3:05 (Jonathan Rotem, Keidran Jones)
10. Friend – 3:41 (Jonathan Rotem, Ashley Gorley, Kara DioGuardi, Keidran Jones, KC Livingstone, Mark "Kura" Rankin)
11. Goodbye – 3:22 (Bobby Scott, Arthur Resnick, Jonathan Rotem, Keidran Jones, Jose Aguirre Lopez, Servaun Edwards)

## Classifiche
| Classifica (2010) | Posizione massima |
| ----------------- | ----------------- |
| Belgio (Fiandre)  | 68                |
| Grecia            | 18                |
| Paesi Bassi       | 61                |
| Regno Unito       | 26                |
| Svizzera          | 35                |